# ドン・アイマス
ジョン・ドナルド・アイマス・ジュニア（John Donald Imus, Jr. 1940年7月23日 - 2019年12月27日）は、アメリカのラジオ番組のホスト。シンジケーション番組アイマス・イン・ザ・モーニングに出演していることで知られる。カリフォルニア州リバーサイド出身。